# Écrans de sable
Écrans de sable és una pel·lícula franco-italo-tunisiana, dirigida per Randa Chahal Sabbagh i estrenada el 1991. Aquesta és la seva primera pel·lícula com a directora.

## Argument
Una ciutat enmig del desert s'està morint. Les dones d'allà estan doblement velades. La Sarah és ambiciosa i impacient i vol marxar d'aquest desert on està retinguda contra la seva voluntat.

## Repartiment
- Maria Schneider: Sarah
- Michel Albertini: Talal
- Raouf Ben Amor: el líder dels secuaces
- Hamadi Dhoukar: el conductor
- Sandrine Dumas: Dalal
- Tamine Kasdi Chahal: Giorgio
- Laure Killing: Mariame
- Hédi Semlali: l'hoteler
- Rim Turki: l'empleat del banc

## Premis
A la XII edició de la Mostra de València va rebre la menció a la millor música, Premi FICC-Don Quijote, per a Michel Portal.